# إمارة الضالع

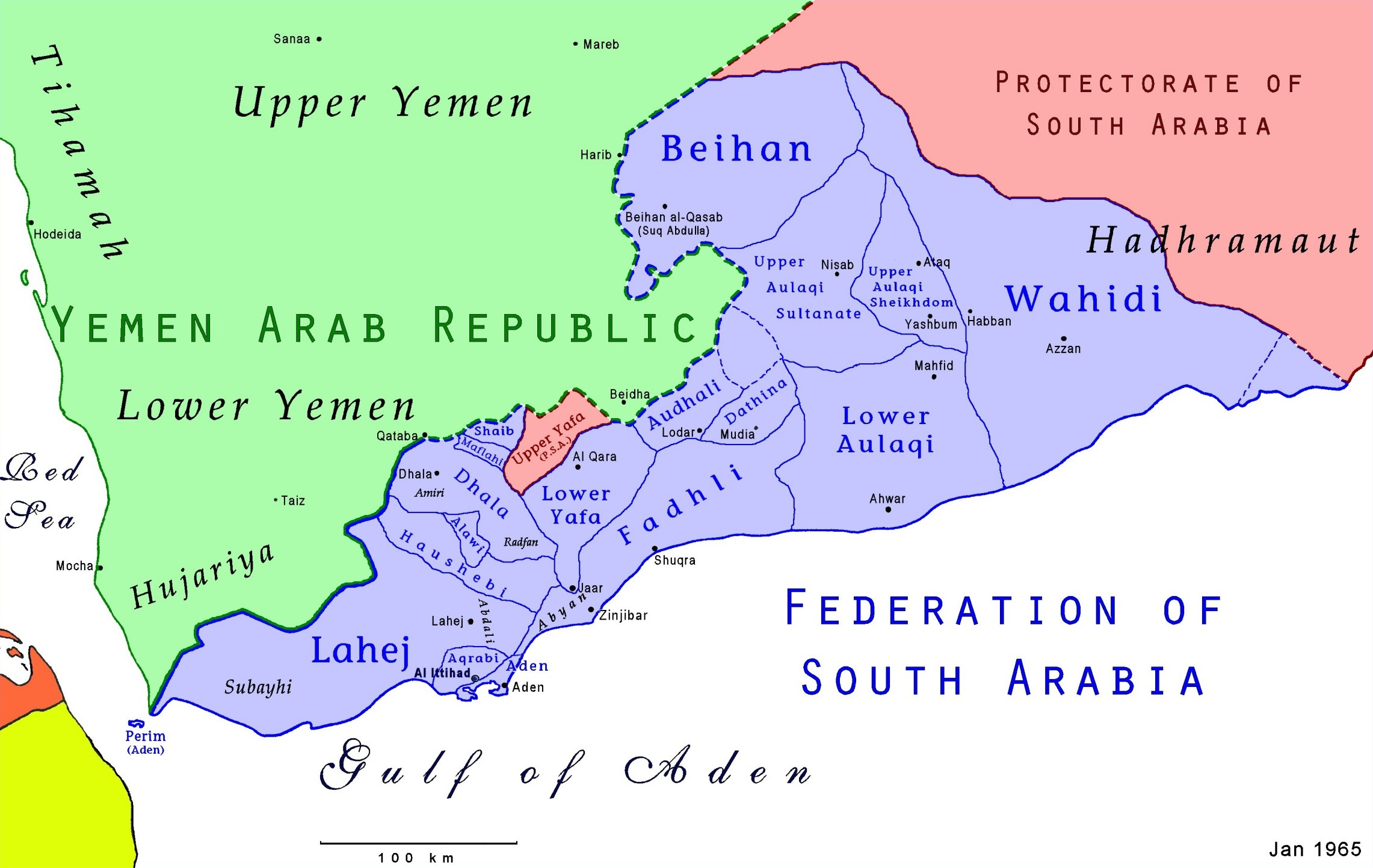
خريطة اتحاد الجنوب العربي

كانت إمارة ضمن محمية عدن البريطانية وعاصمتها الضالع، كانت عضوا مؤسساً لاتحاد إمارات الجنوب العربي الذي خلفه اتحاد الجنوب العربي. وكان آخر أمير لها هو شعفل بن علي شايف بن سيف بن عبد الهادي الأميري، في الفترة من (1954 ـ 1967)، وتوفي يوم 19 أغسطس 2021 بمدينة جدة السعودية عن 95 عاما.

## التاريخ
كانت خاضعة للمشيخة الأميرية حتى وصول الإنجليز، وتم إسقاط سلاطينها من آل الأميري عام 1967 عند قيام جمهورية اليمن الديمقراطية الشعبية.
عند وفاة الأمير آنذاك شعفل بن عبد الهادي في عام 1872، اعترفت الحكومة البريطانية بابن أخيه علي بن مقبل كخليفة له. في العام التالي، طلبت منه السلطات التركية تقديم استسلامه إلى الباب العالي، وتم تعيين مشرف تركي في الضالع، وتم إيواء مفرزة من القوات التركية هناك، وطُلب من الأمير إعطاء رهينة لحسن سلوكه، الذي كان سيقيم في تعز. تم استدعاؤه بعد ذلك من قبل الأتراك إلى قعطبة وسجنوا هناك، لكنهم تمكنوا من الفرار. وقتل محمد بن مساعد الذي عينه الأتراك أميراً بدلاً من ابن أخيه علي بن مقبل، واعترفوا بابنه عبد الله بن محمد خلفاً له. استمر في مقاومة علي بن مقبل حتى عام 1878، عندما انسحب الدعم التركي من خصمه، استأنف علي بن مقبل منصبه كأمير للقبائل، مع فقدان العديد من قراه التي كان بعضها طواعية وتحت الضغط، تنازل البعض عن الولاء للعثمانيين.
في عام 1880 وقع الأمير اتفاقية أصبح بموجبها معاشًا بريطانيًا، ويتقاضى 50 دولارًا سنويًا. تمت مضاعفة هذا البدل بعد ذلك.
في سبتمبر 1886 توفي علي بن مقبل، وخلفه ابن عمه، شايف بن سيف، الذي واصلت له الراتب.
في عام 1881 أصبحت قبيلة القطيبي مضطربة وبدأت في تحصيل الرسوم على طريق حردابا. في عام 1884، وجد أنه من الضروري دعم الأمير ببعض السيوف من قوات عدن وبعض خبراء المتفجرات. دمروا بعض حصون أهل الذميري، ثم قدم القطيبي استسلامهم. لكنهم سرعان ما استأنفوا منصبهم المستقل، ولم يكن الأمر كذلك حتى عام 1888، عندما التقى المقيم البريطاني مع الهوسبنبي، وأمير الضالع وآخرين لتحديد جدول الأسعار التي فرضها على القفتلال، حيث أعاد القطيبي وأهل الثميري تنظيمهما رسميًا. الأمير رئيسا لهم.
تميزت السنوات من 1889 إلى 1900 بالاستمرار. قلق القطيبي الذي فشل في الحفاظ على المستوطنات عام 1888 وتجاوزات الأتراك.
في عام 1901 وبداية عام 1902، احتل الأتراك الجليلة والمعفاري وجبل الجلياف.
اجتمعت لجنة الحدود الأنجلو تركية في الضالع في فبراير 1902. وطالب الأتراك بكامل مناطق الشاعري وجبل جحاف والمعفاري، ولكن بعد عام قضاه في المراسلات بين الحكومة البريطانية والباب العالي، وزيادة القوة المصاحبة للمفوض البريطاني، تم سحب الحاميات التركية. في مارس 1903، صدر إيرادي في القسطنطينية يأمر ببدء ترسيم الحدود. بحلول شهر أكتوبر، تم ترسيم الحدود، بما في ذلك على الجانب البريطاني قبائل الشيبي والقرى الأميرية في وادي الصافية وقبائل الحميدي والأحمدي.
في نوفمبر 1903، تم تنفيذ عمليات ناجحة ضد القطيبي الذي هاجم الموقع في الصليق.
في نوفمبر 1904 تم إبرام معاهدة أخرى مع الأمير. وبموجب البند التاسع من هذه المعاهدة، وافق الأمير على الاحتفاظ بقوة قوامها 50 رجلاً لمساعدته على تنفيذ التزاماته بموجب المعاهدة التي مُنح بموجبها مبلغًا شهريًا قدره 100 دولار بالإضافة إلى راتبه.
في عام 1906 تمرد الشاعري على الأمير. وانضم إليهم رجال قبائل جبل جحاف، واندلع القتال. كما أصبحت قبيلة الأحمدي على نهر تيبان ساخطين ورفضت الاعتراف بسيادة الأمير.
في يناير 1907، غادر الجسد الرئيسي للقوات البريطانية الضالع إلى عدن. تم سحب القوات المتبقية والوكيل السياسي الضالع في سبتمبر التالي.
في الثاني والعشرين من ديسمبر عام 1911 توفي الأمير شايف وخلفه نجله الأكبر نصر بن شايف، وتابعت له معاش والده.
في عام 1915، وقع الشيخ القطيبي الشيخ محمد صالح المعكرا اتفاقية مماثلة لتلك التي وقعها في نفس الوقت السلطان الهوشابي والشيخ العلوي لسلامة طرق التجارة التي تمر عبر أراضيه. تم تأجيل التصديق على هذه الاتفاقية. بموجب شروط هذه الاتفاقية، سُمح للشيخ بدفع شهري قدره 50 دولارًا.
عند اندلاع الحرب العالمية الأولى عام 1914، استسلم الأمير نصر للأتراك عندما دخلوا محمية عدن. بعد الحرب كتب يطلب العفو. وناشده السلطان العبدلي والشيخ القطيبي. قدم إلى عدن في تشرين الثاني (نوفمبر) 1919 وقدم تفسيرا قبله على أنه مرض، وتم العفو عنه. ؛ ولكن بينما كان لا يزال في عدن، احتل إمام صنعاء الضالع.
في يناير 1920، شن الأمير نصر، بمساعدة قبائل ردفان وبمساعدة مالية وأسلحة وذخيرة من إقامة عدن، هجومًا على الضالع وأعاد احتلالها، لكنه خسرها في اليوم التالي بسبب هجوم زيدي المضاد. أمير لجأ إلى لحج. في عام 1920، زادت الحكومة البريطانية راتب الأمير إلى 700 روبية وفي عام 1926 إلى روبية. 800، تعويضاً عن خسائره المالية بسبب نفيه القسري. توقفت المائة روبية الإضافية، الممنوحة في عام 1920، في فبراير 1928، وزيادة روبية. 300 في راتبه الممنوح له عام 1920، وتوقف في ديسمبر 1929.
في عام 1920 غزت القوات الإمامية دولة القطيبي. قام شيخ القطيبي، بمساعدة قبائل أخرى من، بمساعدة الأسلحة والذخيرة من إقامة عدن، بطردهم. قام الزيديون بمحاولات متكررة للاستيلاء على بلد القطيبي، لكنهم قوبلوا بمقاومة شديدة من قبائل ردفان. لكن بعد عامين من المقاومة الناجحة، رضخ شيخ القطيبي لضغوط الزيدي وذهب إليهم في عام 1922 وأوقف راتبه.
في تشرين الثاني (نوفمبر) 1927 توفي الشيخ القطيبي محمد صالح الأخرم وخلفه حفيده الشيخ حسن علي الذي تبرأ من تقديم سلفه للإمام وأعاد له الراتب من قبل الحكومة البريطانية.
في فبراير 1928، تم إرسال مجموعة من الزيديين بأوامر من الضابط قعطبة، واختطفوا الشيخ العلوي ومقبل عبد الله، عم الشيخ القطيبي. وأفرج عنهم بعد ذلك نتيجة الإجراءات الجوية التي اتخذتها حكومة جلالته ضد الإمام.
لقد هز العمل الجوي معنويات الزيديين لدرجة أن مجموعة من قبائل ردفان، بالتعاون مع سلاح الجو الملكي وكتيبة من قوات العبدلي، تمكنت في يوليو 1928 من طردهم من مناطق ردفان، وكذلك من الضالع والشعيب. أعيد أمير الضالع على الفور إلى عاصمته ولم يبذل الزيديون أي محاولة لاستعادة هذه الأماكن.
في عام 1931، بلغ عدد رجال قبائل الأمير حوالي 50.000، وقدر إجمالي الإيرادات بـ Rs. 35000 في السنة.
كانت الإمارة من الأعضاء المؤسسين لاتحاد الإمارات العربية للجنوب عام 1959، واتحاد الجنوب العربي عام 1963.
كانت تلال ردفان، التي كانت اسمياً تحت سيطرة أمراء الضالع، مسرحاً لقتال عنيف بين القوات البريطانية والقطيبين المحليين خلال حالة طوارئ عدن في منتصف الستينيات.
وأطيح الأمير الأخير شعفل بن علي شيف العامري وألغيت الدولة عام 1967 عند تأسيس جمهورية اليمن الجنوبي الشعبية.
المنطقة جزء من الجمهورية اليمنية منذ عام 1990.

## قائمة بالامراء وفترة حكمهم
- شعفل بن عبد الهادي الاميري إلى يناير 1872
- علي بن مقبل الاميري (المرة الأولى) 1872 - 1873
- محمد بن مساعد الاميري من يناير إلى ديسمبر 1873
- علي بن مقبل الاميري (مرة ثانية) من يناير 1874 - أبريل 1874
- عبد الله بن محمد الاميري أبريل 1874 - مارس 1878
- علي بن مقبل الاميري (مرة ثانية) يناير 1874 - أبريل 1874
- شايف بن سيف الاميري سبتمبر 1886-22 ديسمبر 1911
- ناصر بن شايف الاميري (المرة الأولى) كانون الأول 1911 - 1920
- حيدرة بن ناصر الاميري 1920 - 1928
- ناصر بن شايف الاميري (مرة ثانية)يوليو 1928 - 1947
- علي بن علي الاميري 1947-1954
- شعفل بن علي الاميري 1954-17 آب 1967[5]